# Листовский, Антоний
Антоний Листовский (Антон Эдуардович Листовский, пол. Antoni Listowski; 29 марта 1865, Варшава — 13 сентября 1927, Варшава) — генерал-майор Российской императорской армии, дивизионный генерал вооружённых сил II Речи Посполитой.

## Биография
Антоний Листовский родился в 1865 году в Варшаве, окончил реальное училище в Санкт-Петербурге.
В 1883 году поступил в Павловское военное училище, которое окончил в 1885 году, получив звание подпоручика.
В 1885—1915 годах служил в Бутырском 66-м пехотном полку, вместе с которым участвовал в русско-японской войне 1904—1905 годов. В 1913 году был произведён в подполковники.
Во время Первой мировой войны командовал Бутырским 66-и пехотным полком в боях на территории Царства Польского, а с февраля 1915 года — Таманским 150-м пехотным полком, с которым воевал в Галиции. 12 февраля 1915 года был ранен, вернулся из госпиталя 1 мая 1915 года и получил под командование Тарутинский 67-й пехотный полк.
С октября 1916 года командовал бригадой в составе 17-й пехотной дивизии. 30 декабря 1916 года был произведён в генерал-майоры. 15 апреля 1917 года получил под командование 138-ю пехотную дивизию, а 1 октября 1917 года — XXXVII корпус.
В декабре 1917 года покинул Российскую армию. 12 декабря 1918 года стал комендантом офицерского резерва Войска Польского.
Во время Советско-польской войны 1919—1920 годов с 5 февраля 1919 года командовал Полесской группой войск, которая 9 февраля заняла Брестскую крепость. 3 июня стал командующим 9-й пехотной дивизии и Полесского фронта, в июле — командующим Волынским фронтом. В марте 1920 года Антоний Листовский стал командующим 2-й армией, замещая заболевшего Юзефа Пилсудского на месте Начальника государства. С 26 мая до конца июня командовал Украинским фронтом. До января 1921 года выполнял обязанности министра обороны, в октябре 1920 года принял участие в переговорах о перемирии.
3 ноября 1921 года Антоний Листовский вышел в отставку, получив звание генерал-майора, жил в Варшаве. Будучи секретарём YMCA работал по вопросам, связанным с обществом слепых. Умер в Варшаве в 1927 году, похоронен в некрополе Повонзки.

## Награды
- Георгиевское оружие (12.07.1915)